# Behbud xan Cavanşir

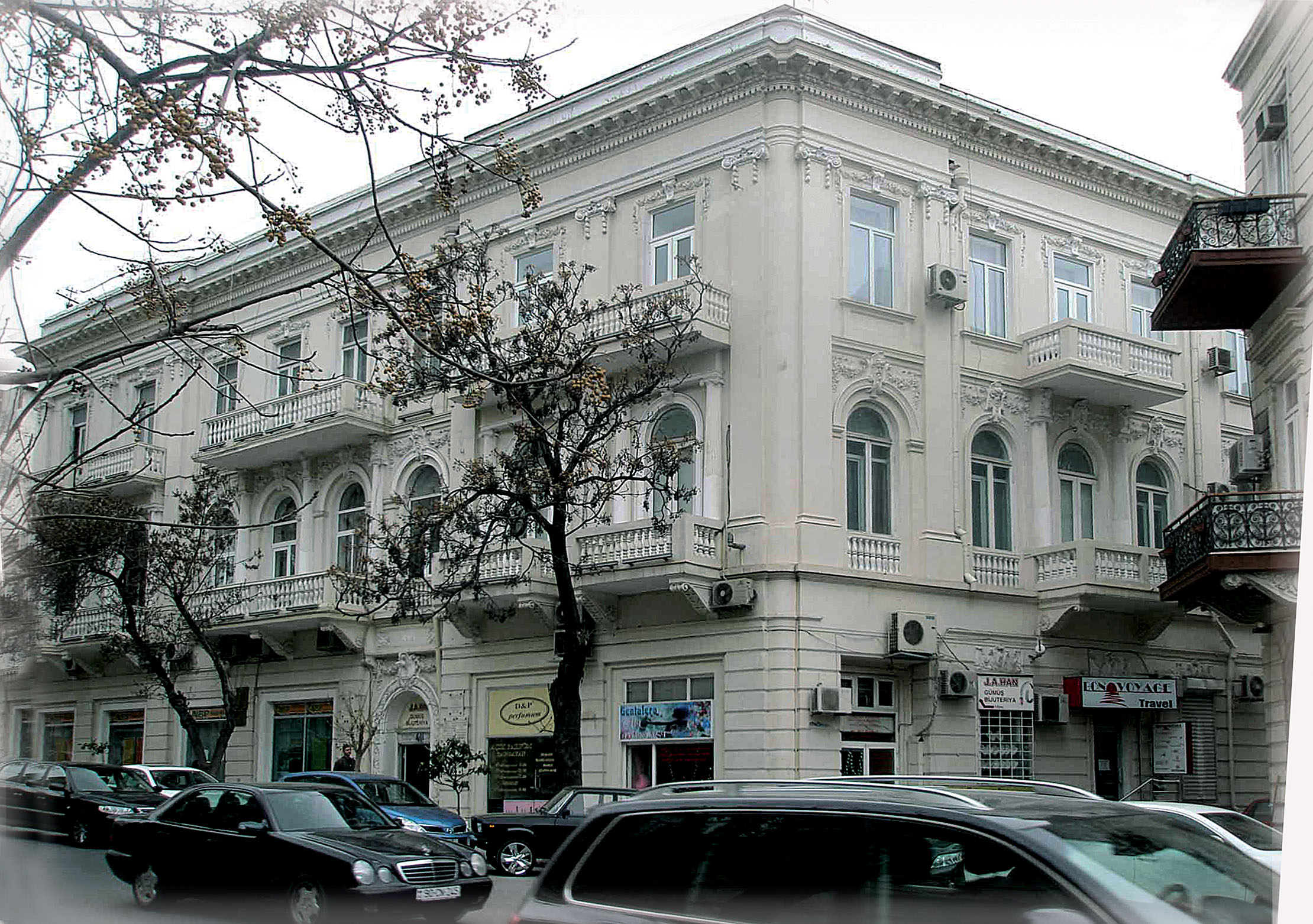
La residenza di Javanshir a Baku, all'inizio degli anni '10.

Behbud xan Cavanşir Azad Khan oglu (Azad Qaraqoyunlu, 24 luglio 1878 – Costantinopoli, 18 luglio 1921) è stato un politico e diplomatico azero, ministro degli interni della Repubblica Democratica di Azerbaigian e viceministro del commercio e dell'industria.

## Primi anni di vita
Behbud Khan Javanshir nacque nel 1878 nel villaggio di Azad Qaraqoyunlu nell'Uyezd di Javanshir del Governatorato di Elizavetpol'. Il padre, Azad Khan Javanshir, era il pronipote di Panah Ali Khan, il fondatore del Khanato del Karabakh. Dal 1890 al 1898 studiò alla Scuola Reale di Tiflis dove imparò il tedesco. Nel 1902 si iscrisse all'Università di Tecnologia di Freiberg laureandosi cum laude nel 1906. Si trasferì poi a Londra e imparò l'inglese.
Al suo ritorno in Azerbaigian nel 1907, iniziò a lavorare come ingegnere senior nell'industria petrolifera. Secondo i documenti d'archivio, Behbud Khan era un membro dell'organizzazione antigovernativa Difai insieme ad Ahmad Bey Aghayev, Garay Bey Garaybeyov, Mammad Hasan Hajinski, Isa Bey Ashurbeyov e Niftali Bey Behbudov.
Durante un viaggio in Germania, Behbud Khan portò il grano tedesco nel Karabakh, che fu acclimatato dagli agricoltori locali e dove viene utilizzato oggi. Fu anche la prima persona a portare un'automobile nella regione del Karabakh in un momento in cui venivano costruite le strade. Dopo i massacri di marzo del 1918, Behbud Khan fu un membro della commissione di riconciliazione azero-armena.

## Carriera politica
Il 17 giugno 1918 Behbud Khan fu nominato Ministro degli Affari Interni della Repubblica Democratica dell'Azerbaigian. Il 26 dicembre 1918 fu sostituito da Khalil Bey Khasmammadov. A partire dal 6 ottobre 1918 in qualità di viceministro fu nominato ministro ad interim del commercio e dell'industria. Behbud Khan servì anche nell'Assemblea nazionale dell'Azerbaigian.
Dopo l'istituzione del governo sovietico in Azerbaigian, con l'assistenza del leader comunista azero Nariman Narimanov, Javanshir riuscì a evitare la prigionia da parte dei bolscevichi e fu assegnato a lavorare nei giacimenti petroliferi sovietici a Baku. A causa della sua educazione in Germania, fu successivamente assegnato a rappresentare il governo sovietico prima a Berlino, poi dall'estate del 1921 a Costantinopoli (oggi Istanbul), nell'Impero ottomano.

## Assassinio
Behbud Khan fu assassinato il 18 luglio 1921 a Costantinopoli, davanti al Pera Palace Hotel da un armeno, Misak Torlakian, nell'ambito dell'"Operazione Nemesis" organizzata dalla Federazione Rivoluzionaria Armena, con l'assistenza di altri partecipanti chiamati Ervand Fundukyan e (H)Arutiun (H)Arutuinyan a causa del suo ruolo nel massacro degli armeni a Baku. Un ufficiale del Dashnak che lo aveva conosciuto da Baku lo riconobbe. Fundukyan e Arutuinyan avrebbero seguito Behbud Khan mentre Torlokyan avrebbe dovuto sparargli. Behbud Khan era accompagnato dalla moglie Tamara, i fratelli Jumshud e Surkhay e stavano tornando al Pera Palace Hotel attraverso il parco dopo una serata al Teatro Tepebashi. Torlakian sparò a Behbud Khan con una pistola Mauser, con un colpo in faccia e due al petto, dopo di che fu dichiarato morto in ospedale. Torlakian venne arrestato.

### Tribunale e sentenza
Interrogato dalla polizia, Torlakian affermò che l'assassinio era giustificato dalle uccisioni degli armeni a Baku. Fu "citato in giudizio" dal tribunale militare britannico. Gli avvocati difensori di Torlakian e un neurologo armeno che lo avevano visitato in carcere affermarono che aveva attacchi epilettici a causa delle "crisi emotive a cui era soggetto" che lo rendevano "non responsabile delle sue azioni". Al contrario un medico turco affermò che non avesse l'epilessia o eventuali disturbi mentali.
Nell'ottobre 1921, il tribunale britannico emise un verdetto di colpevolezza, ma stabilì che non era responsabile delle sue azioni a causa della sua epilessia. Torlokyan partì per la Grecia, dove fu rilasciato e partì per gli Stati Uniti.